# PARC-Syndrom
Das PARC-Syndrom, Akronym für Poikilodermie (Hauterkrankungen), Alopezie (Haarausfall), Retrognathie (Rückverlagerung des Unterkiefers), Cleft Palate (Gaumenspalte), ist eine sehr seltene angeborene Erkrankung mit den namensbildenden Merkmalen.
Die Erstbeschreibung stammt aus dem Jahre 1990 durch die französischen Ärzte Alain Verloes, Monique Soyeur-Broux und Mitarbeiter.

## Verbreitung und Ursache
Die Häufigkeit wird mit unter 1 zu 1.000.000 angegeben, außer der Erstbeschreibung in einer Familie wurde über keine weiteren Betroffenen berichtet. Die Vererbung erfolgt autosomal-dominant. Die Ursache ist nicht bekannt, es wird eine Störung während der embryonalen Entwicklung angenommen.

## Klinische Erscheinungen
Klinische Kriterien sind:
- angeborene Poikilodermie
- generalisierte Alopezie
- (mandibuläre) Retrognathie
- Gaumenspalte

## Diagnose
Die Diagnose ergibt sich aus der Kombination der klinischen Befunde.